# Visočane
Visočane – wieś w Chorwacji, w żupanii zadarskiej, w gminie Poličnik. W 2011 roku liczyła 372 mieszkańców.